# 4월

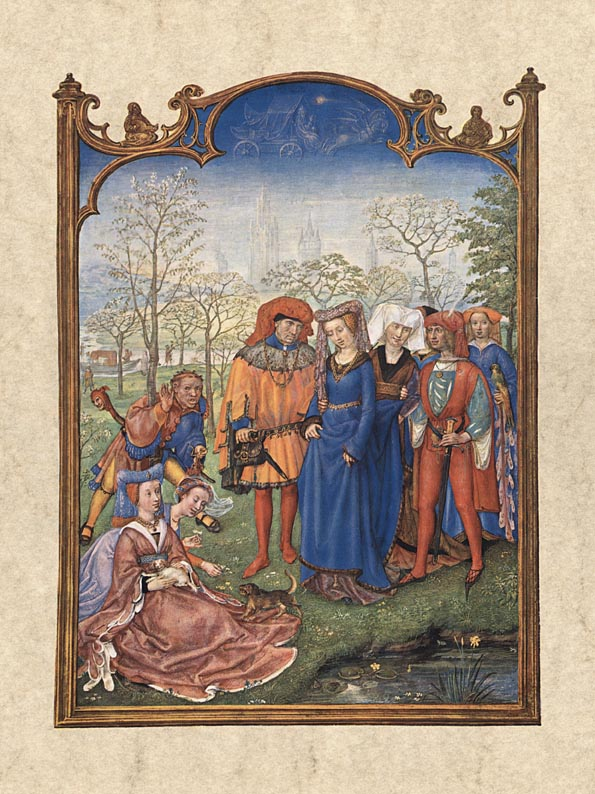

4월(四月, 영어: April, 라틴어: Aprilis or mensis Aprilis)은 그레고리력에서 한 해의 네 번째 달이며, 30일까지 있다. 대한민국에서는 4월이 과학의 달이다. 이 달과 그 해의 12월은 항상 같은 요일로 끝난다. 또한, 이 달과 그 해의 7월은 항상 같은 요일로 시작하며, 윤년인 경우 그 해의 1월과도 같은 요일로 시작한다.
400년동안 이 달은 수요일, 금요일, 일요일로 58번, 월요일, 화요일로 57번, 목요일, 토요일로 56번 시작한다.
단, 첫 주 평일은 1일, 2일, 3일이며, 마지막 주 평일은 27일(노동절 징검다리 연휴 포함), 28일(노동절 연휴 포함), 29일, 30일이다.
중국은 청명절, 일본은 쇼와의 날, 베트남은 훙왕 기일로 인해 4월에는 반드시 공휴일이 있으나 대한민국에서 4월의 공휴일은 부처님 오신 날이 4월 말인 경우를 제외하고는 2006년 식목일 이후로 없으나, 4년에 한 번씩 하는 총선의 선거일이 4월로 잡히기 때문에 4년에 한 번씩 공휴일이 생긴다. 또한 식목일이 공휴일이던 2006년 이전에도 식목일이 주말과 겹쳐 공휴일이 없는 경우도 있었다.(대표적인 예로 1981년, 1987년, 1992년, 1998년 등) 반면 북한은 청명절과 태양절, 인민군 창건일 중 어느 하나가 주말과 겹치더라도 반드시 공휴일이 있다.
음력 2월과 음력 3월이 이 달에 있으며 4월에는 음력 2월 15~16일, 3월 15~16일의 보름달을 관측할 수 있다.

## 행사
- 음력 3월 10일은 훙왕 기일이다.
- 음력 4월 8일은 부처님 오신 날이다.[1]
- 한국에서는 4년마다 1회씩 4의 배수인 해(대개 윤년)의 이 달 9일~15일에 해당하는 수요일에 국회의원선거를 치른다.
- 기독교의 부활절은 3월 말에서 4월 사이에 오는데 4월에 올 확률이 높다.
- 한국의 워터파크는 이르면 4월 말[2]에 야외 시설물을 개장한다.

## 4월과 스포츠
- 미국 MLB의 시즌이 시작하는 달이다.
- 미국 NBA의 정규 시즌이 끝나는 달이다.
- 골프 대회 중 하나인 매스터스 토너먼트는 대개 4월에 치른다.

## 대한민국의 국경일과 법정기념일
- 4월 첫째 금요일 - 향토예비군의 날 - 2006년 이전에는 4월 첫째 토요일이었음
- 4월 3일 - 4.3제주항쟁희생자 추념일 - 제주특별자치도에서 지방공휴일로 지정됨
- 4월 5일 - 식목일 - 2005년 마지막 공휴일. 2006년부터 공휴일에서 제외됨.
- 4월 7일 - 보건의 날
- 4월 11일 - 대한민국 임시정부 수립 기념일 - 1990년 ~ 2018년에는 4월 13일이었음.
- 4월 16일 - 국민안전의 날
- 4월 19일 - 4.19 혁명 기념일
- 4월 20일 - 장애인의 날
- 4월 21일 - 과학의 날
- 4월 22일 - 지구의 날, 정보통신의 날, 새마을의 날
- 4월 25일 - 법의 날
- 4월 28일 - 충무공 이순신 탄신일

## 세계의 휴일
- 아르헨티나 - 퇴역군인의 날 (4월 2일)
- 세네갈 - 독립기념일 (4월 4일)
- 부활절 - 기독교 국가만[3]
- 모잠비크 - 여성의 날 (4월 7일)
- 대한민국 - 국회의원 선거일 (4의 배수인 해의 4월 9일~15일 사이에 있는 수요일), 부처님 오신 날 (4월 28~30일 사이에 오는 경우 / 4월 28일의 경우는 충무공 이순신 탄신일과 겹침)
- 조선민주주의인민공화국 - 청명절 (4월 4일), 태양절 (4월 15일)
- 시리아 - 독립기념일 (4월 17일)
- 베네수엘라 - 독립선언일 (4월 19일)
- 니제르 - 콩코드의 날 (4월 24일)
- 오스트레일리아,  뉴질랜드,  통가 - ANZAC의 날 (4월 25일)
- 포르투갈 - 자유의 날 (4월 25일)
- 시에라리온 - 독립기념일 (4월 27일)
- 남아프리카 공화국 - 인권의 날 (4월 27일)
- 네덜란드 - 왕의 날 (4월 27일[4])
- 토고 - 독립기념일 (4월 27일)
- 아프가니스탄 - 승리의 날 (4월 28일)
- 바베이도스 - 영웅의 날 (4월 28일)
- 일본 - 쇼와의 날 (4월 29일)
- 베트남 - 훙 왕 기일 (음력 3월 10일; 주로 4월에 온다.)

## 절기
- 청명: 4월 4일 또는 4월 5일.
- 곡우: 4월 19일 또는 4월 20일.